# Лефюэль, Эктор Мартен
Эктор Мартен Лефюэль (фр. Hector-Martin Lefuel; 14 ноября 1810, Версаль — 31 декабря 1880, Париж) — французский архитектор периода историзма. После Л. Висконти он завершал строительство новых корпусов Лувра в Париже, представляющих собой характерный пример французского стиля Второго ампира, или Стиля Наполеона III.

## Биография
Эктор Мартен родился в Версале, в семье строительного подрядчика Александра-Анри Лефюэля (1782—1850). С 1829 года учился в Школе изящных искусств в Париже у Жана Николаса Юо (Jean-Nicolas Huyot, 1780—1840). В 1839 году получил большую Римскую премию Академии архитектуры за проект здания городской ратуши. В 1840—1844 годах был пенсионером Французской академии в Риме, размещавшейся тогда на Вилле Медичи.

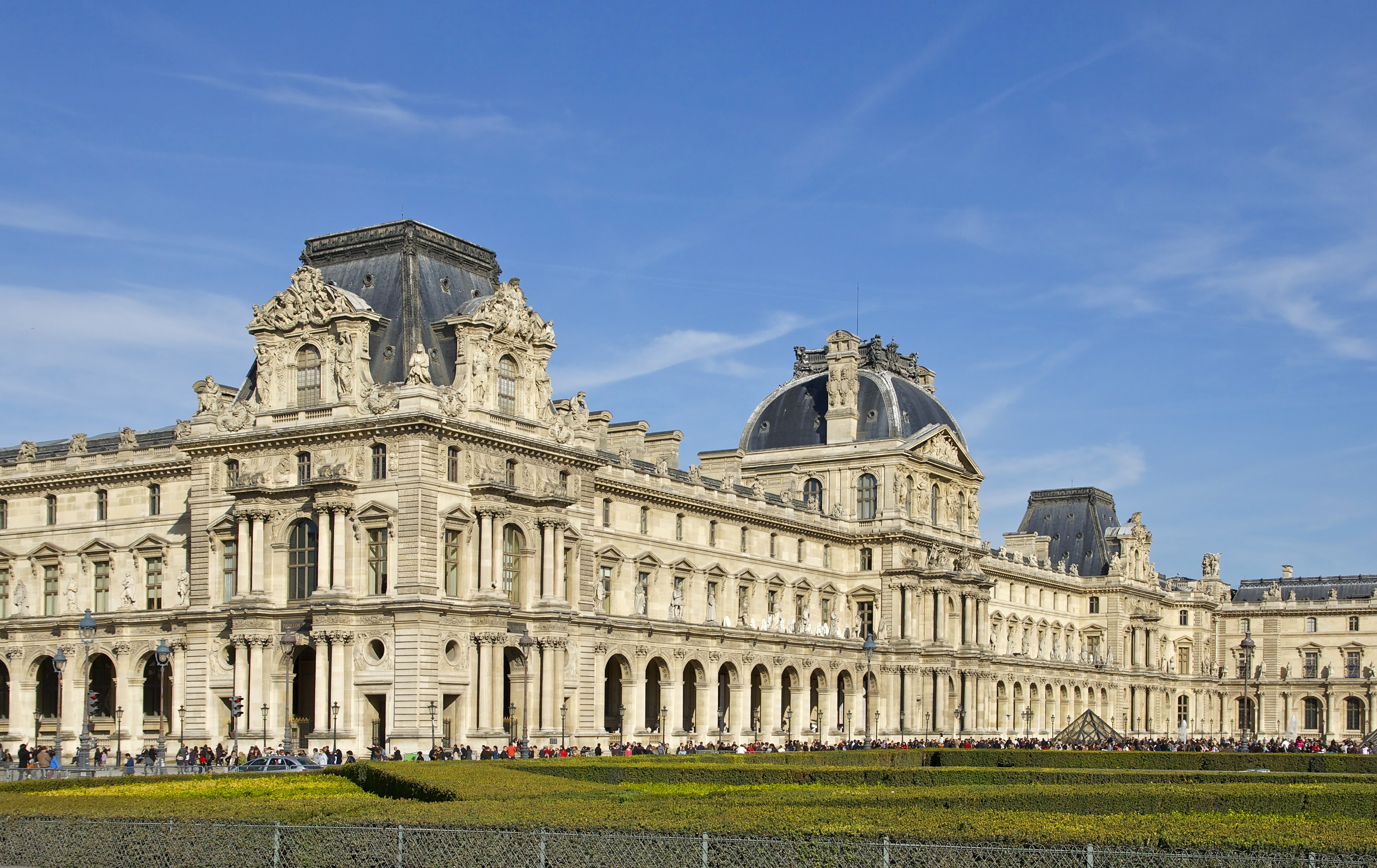
Лувр. Южный фасад крыла Ришельё

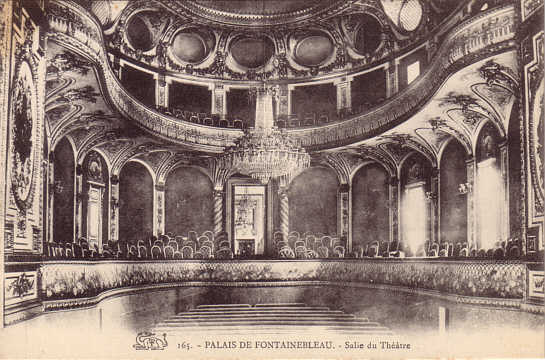
Зал театральных представлений во дворце Фонтенбло. 1855

По возвращении во Францию он открыл собственное архитектурное бюро, также был назначен инспектором Зала депутатов. После проведения работ в 1848 году во дворце Мёдон и в 1852 году в зданиях Севрской фарфоровой мануфактуры Лефюэль был назначен архитектором дворца Фонтенбло, где построил новый театральный зал (1853—1855,
Придуманный им проект театра в стиле XVIII века, привлёк внимание, после чего ему было предложено продолжить работу в Лувре из-за внезапной смерти архитектора Луи Висконти. Он завершил амбициозный проект последнего под названием «Новый Лувр» (Nouveau Louvre), предусматривающий соединение дворцов Лувра и Тюильри, придав ему характер, типичный для архитектурных памятников времени Второй империи.
Император Наполеон III поручил Лефюэлю с 1861 года проведение нового этапа работ по строительству новых зданий Лувра-Тюильри. Этот проект получил название «Новый Тюильри» (Nouvelles Tuileries). Лефюэль перестроил павильон Флоры, а также западную часть Большой галереи, состоящую из крыла Флоры, павильона сессий и больших билетных касс. Позднее, во времена Третьей республики, архитектору было поручено построить такое же крыло в северной части Лувра, но из-за отсутствия финансирования будут построены только павильон Марсана и крыло Рогана. В период 1856—1857 годов Лефюэль также оформлял императорские апартаменты во дворце Тюильри (ворец сгорел во время Парижской коммуны 1871 года).
Наиболее характерны для нового архитектурного стиля угловые и центральный павильоны. На крутых скатах высоких мансардных крыш вырисовываются слуховые окна, украшенные в стиле, близком к барокко. Павильоны, расположенные по обе стороны от площади Карузель, также имеют высокие крыши и дымовые трубы. В дальнейшем эти детали стали характерными для парижской архитектуры второй половины XIX века.
В 1855 году Лефюэль был избран членом Академии изящных искусств и занял кафедру Мартина-Пьера Готье. В 1854 году он стал кавалером ордена Почётного легиона и в 1857 году Командором Почётного легиона.
Он также проектировал Временный дворец, изготовленный из дерева для Парижской всемирной выставки 1855 года. В своей частной практике Лефюэль проектировал и строил в Париже Отель (Франция) Отель Фульда (Hôtel Fould, 1856) для Ахилла Фульда, министра финансов при Наполеоне III (отель не сохранился). В 1869—1876 годах Лефюэль построил дворец Нойдек для Фюрста Хенкеля фон Доннерсмарка в Силезии. Дворец был построен в стиле Людовика XIII и был самой величественной из трёх резиденций Доннерсмарков. Он был сожжён в 1945 году и в 1961 году снесён. В 1870 году Лефюэль построил отель Nieuwerkerke (в парижском парке Монсо) для директора музея Эмильена де Ньюверкерке (и отель Émonville в Абвиле).
После того, как дворец Тюильри был уничтожен пожаром в 1871 году, Лефюэль реконструировал западную половину северного крыла Лувра (1871—1876) и отвечал за реконструкцию Павильона Флоры и симметричного Павильона Марсана на севере (1874—1879).
Архитектор проектировал надгробные памятники, такие как памятник композиторам Даниэлю-Франсуа-Эспри Оберу и Франсуа Базену на кладбище Пер-Лашез.
В конце 1850-х годов у него была связь с писательницей Мари-Ноэми Кадио, от которой в 1859 году у них родился сын; родители назвали его Луи Виньоном.
Эктор-Мартен Лефюэль умер в Париже и похоронен на кладбище Пасси.

## Галерея

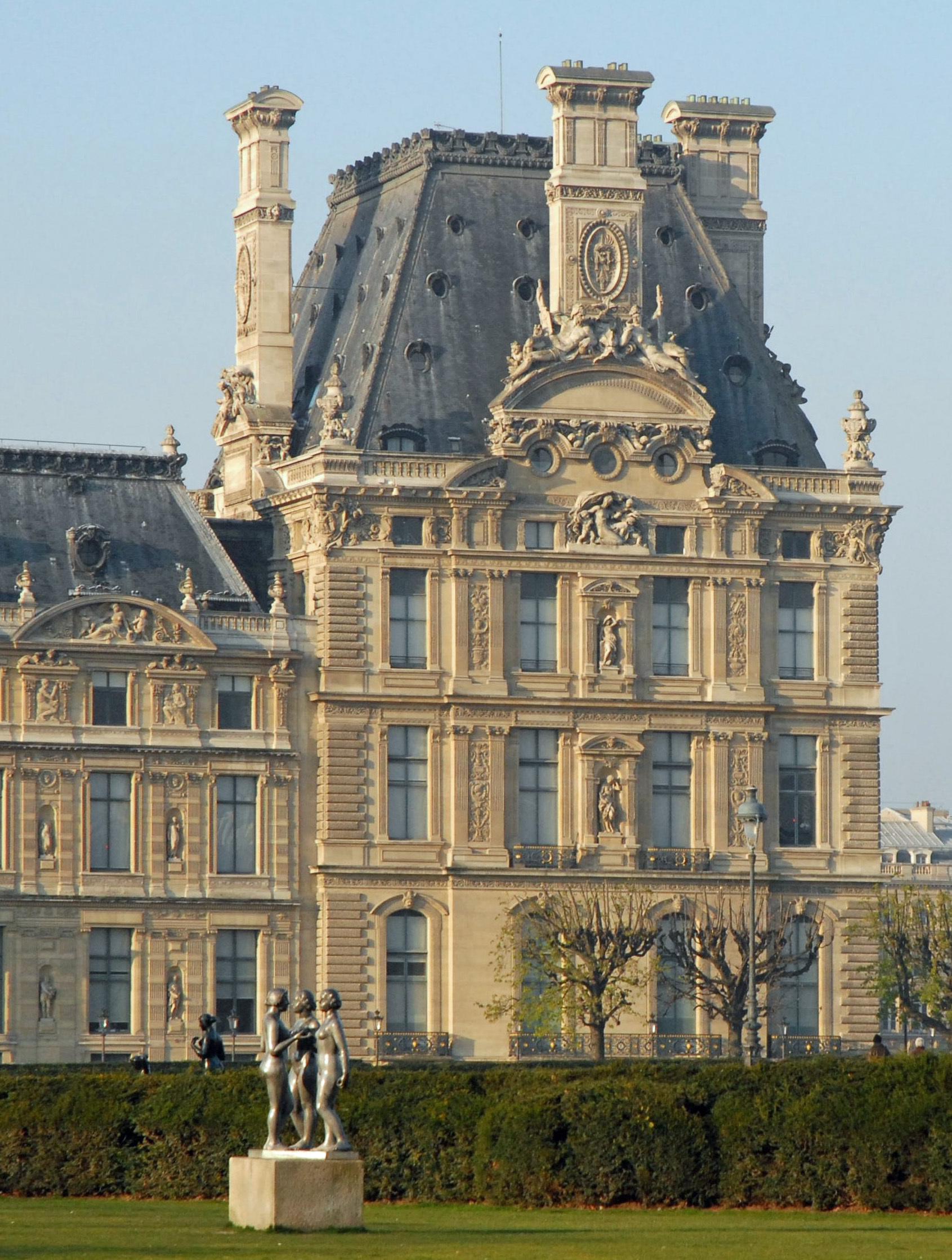
Северный фасад Павильона Флоры, Лувр
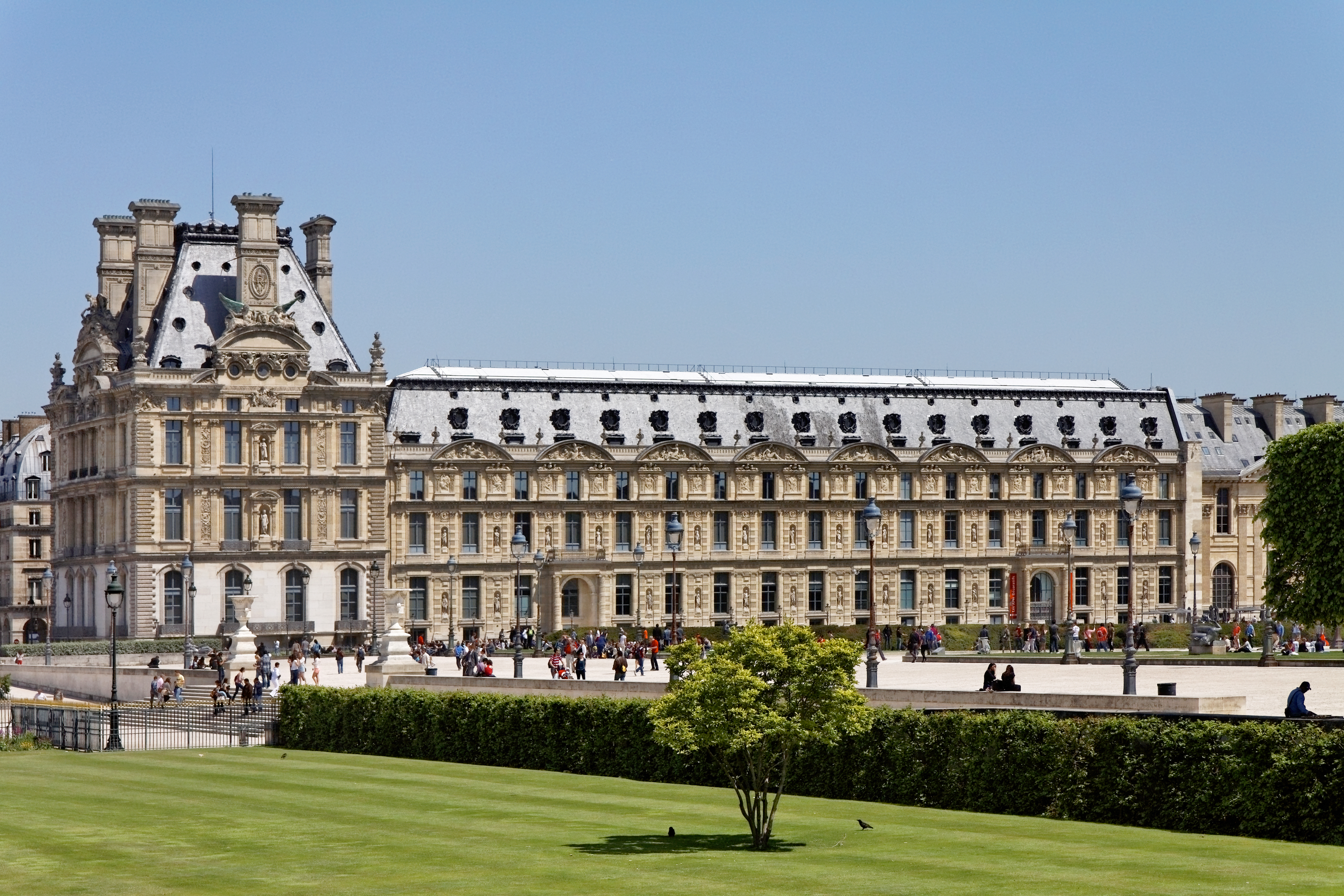
Павильон Марсан. Вид из сада Тюильри
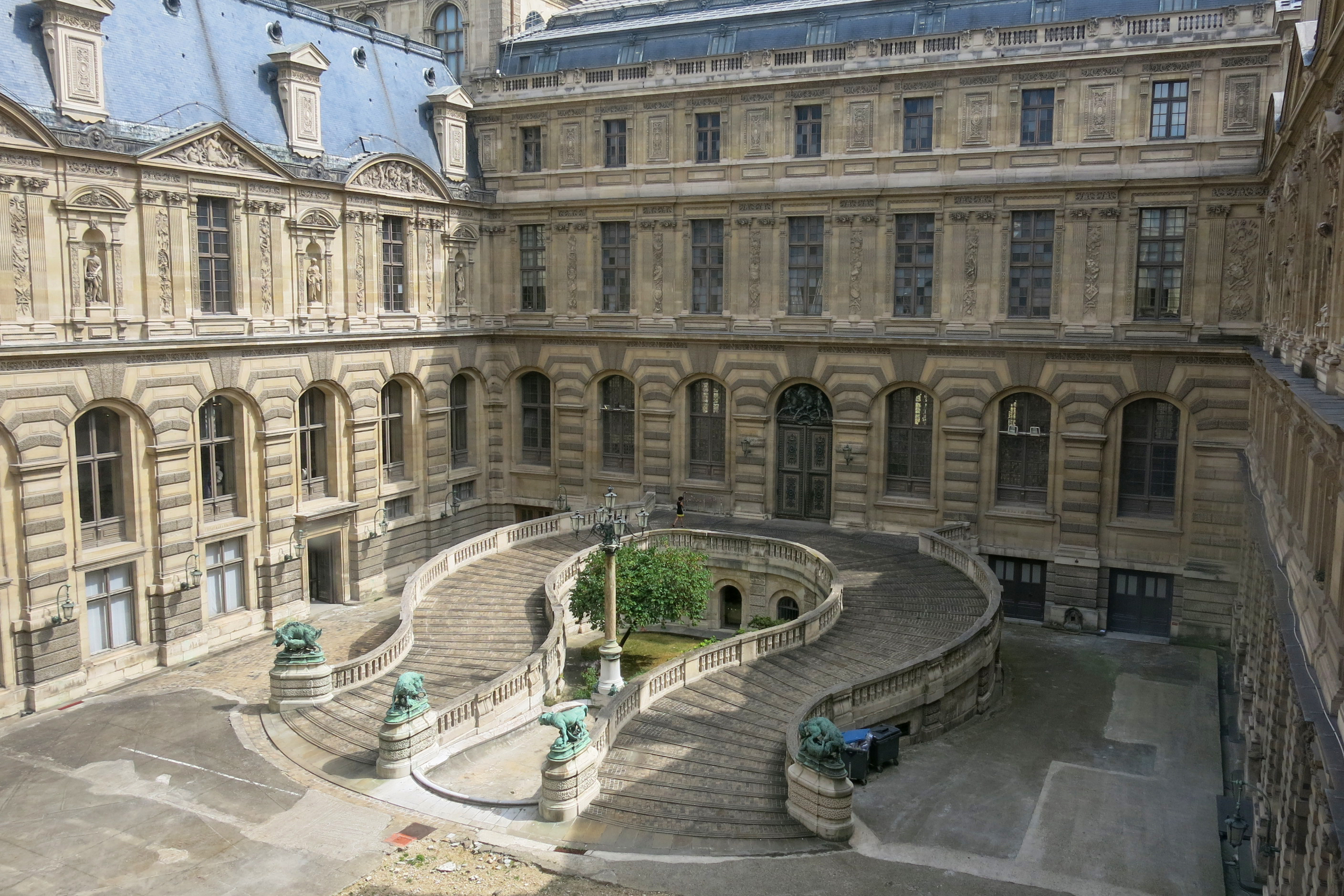
Двор Лефюэля. Лувр
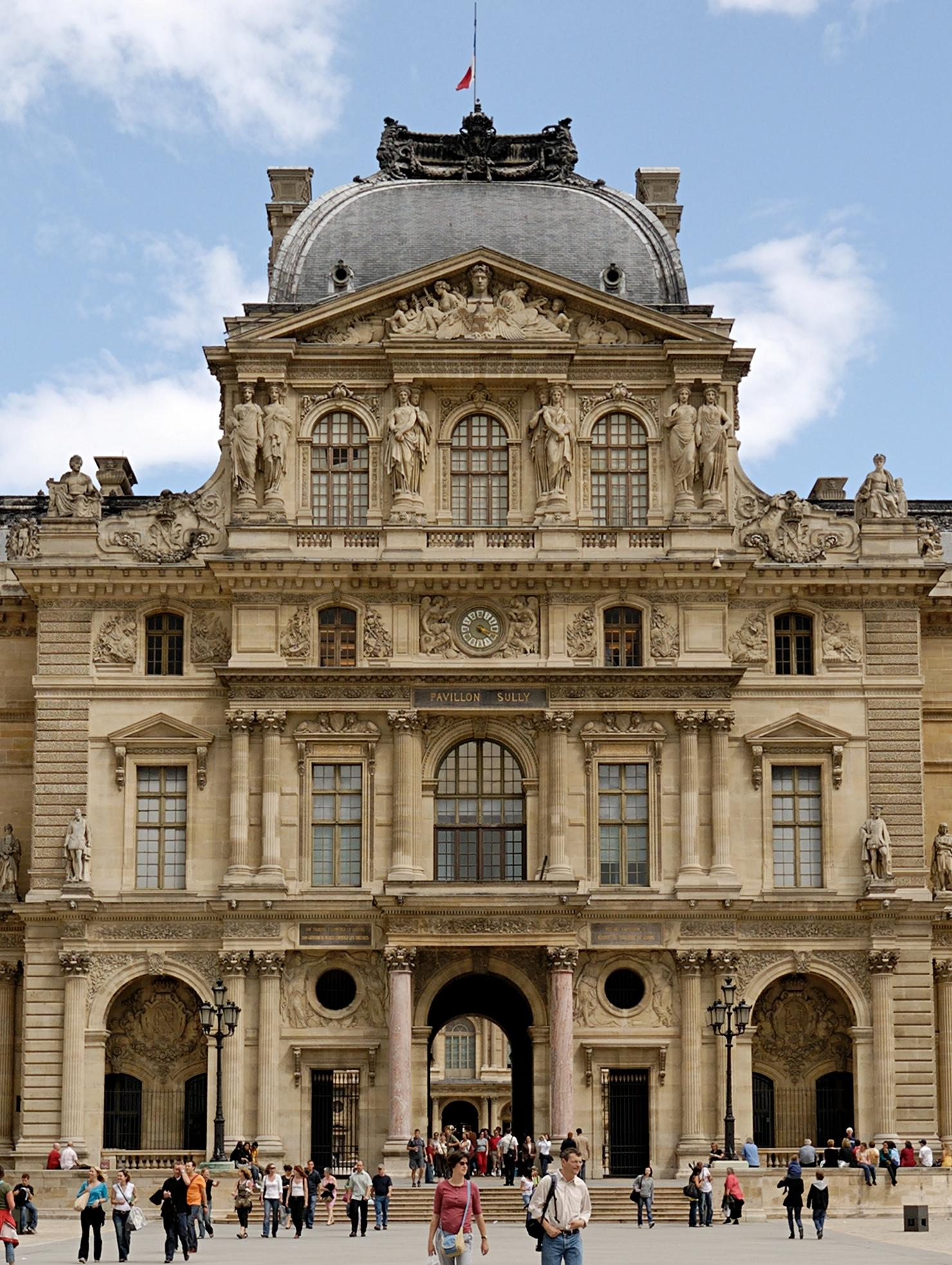
Павильон Сюлли в восточной части Двора Наполеона. Лувр
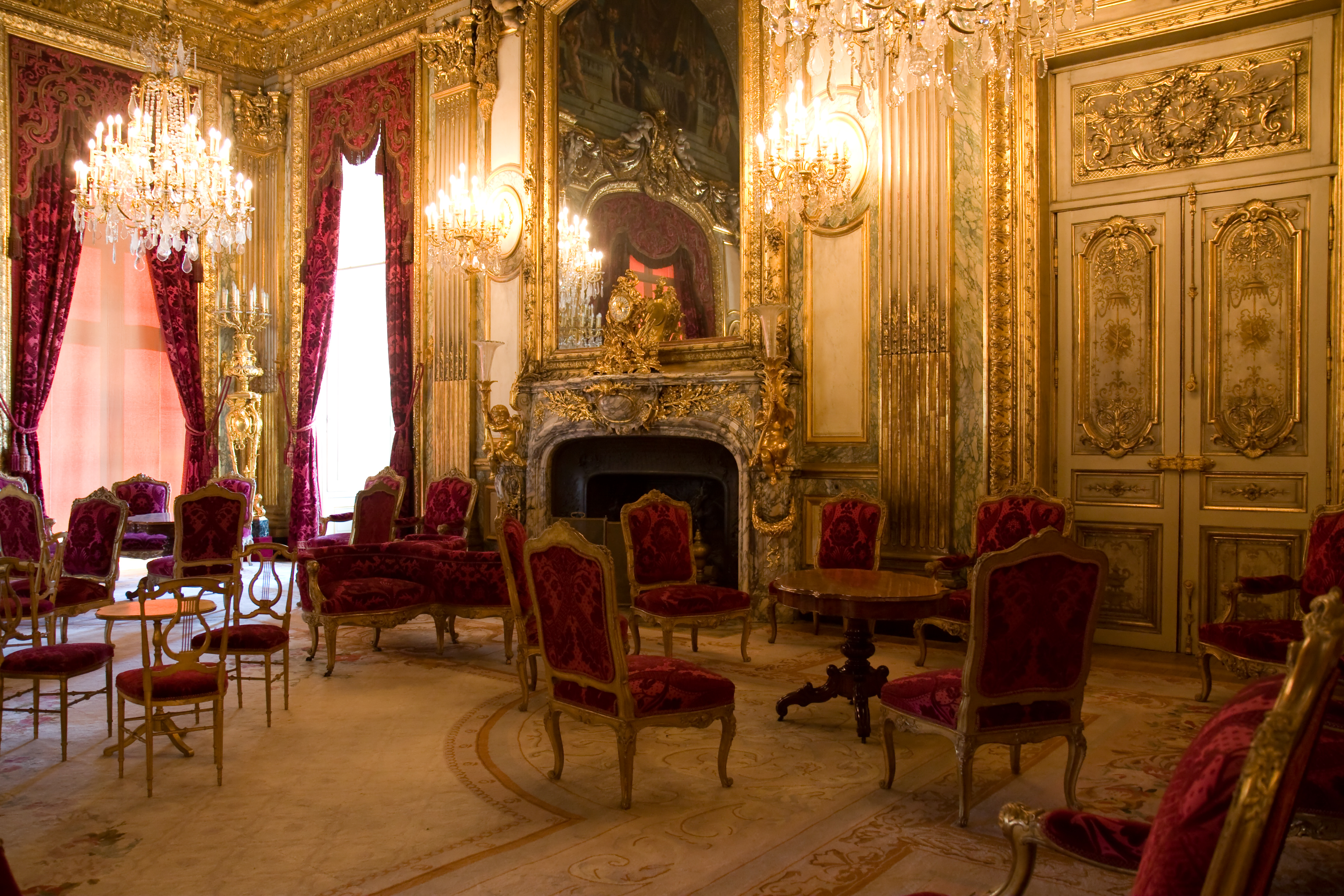
Большой салон. Апартаменты Наполеона III. Лувр
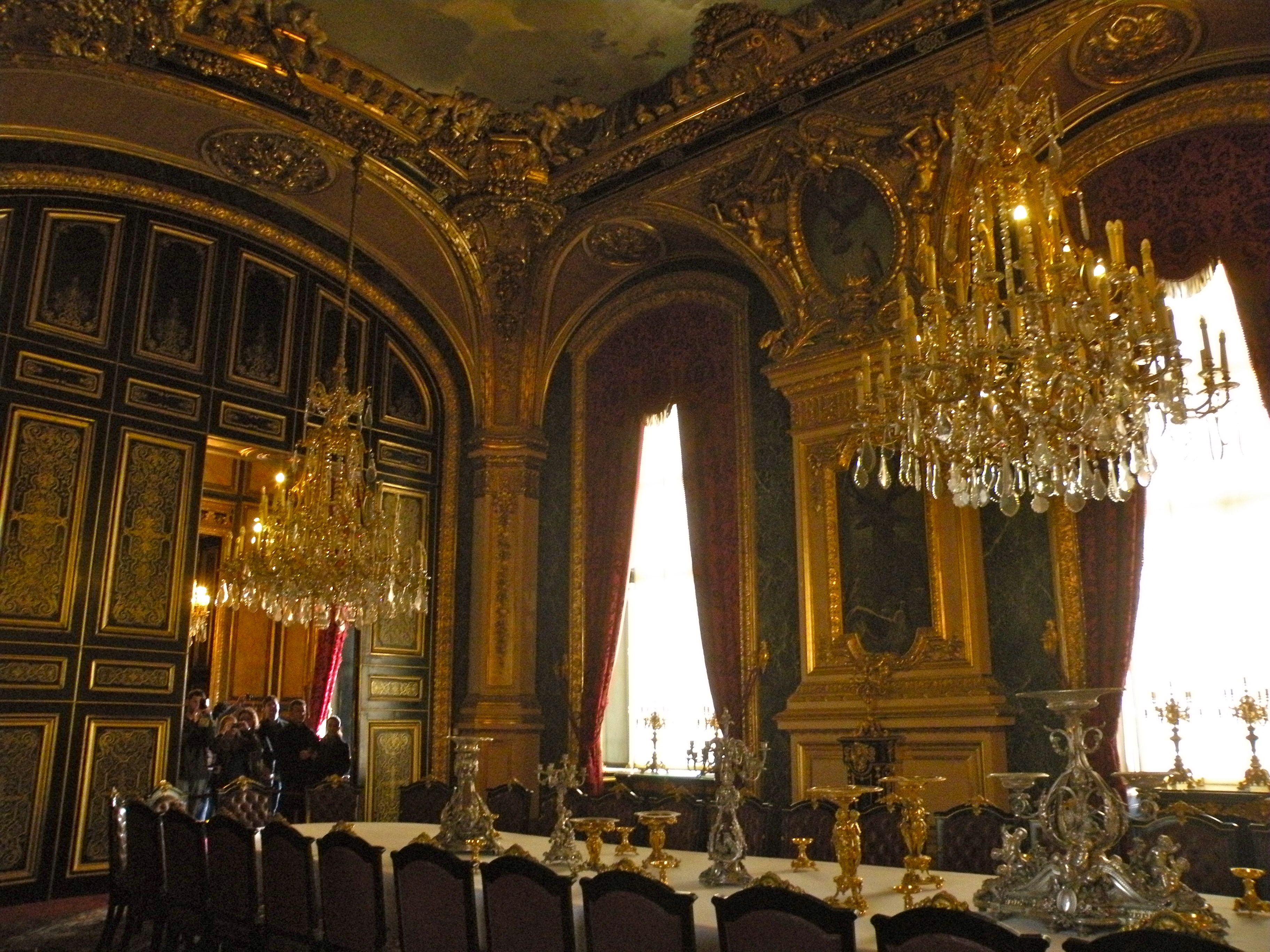
Большая столовая Наполеона III. Лувр
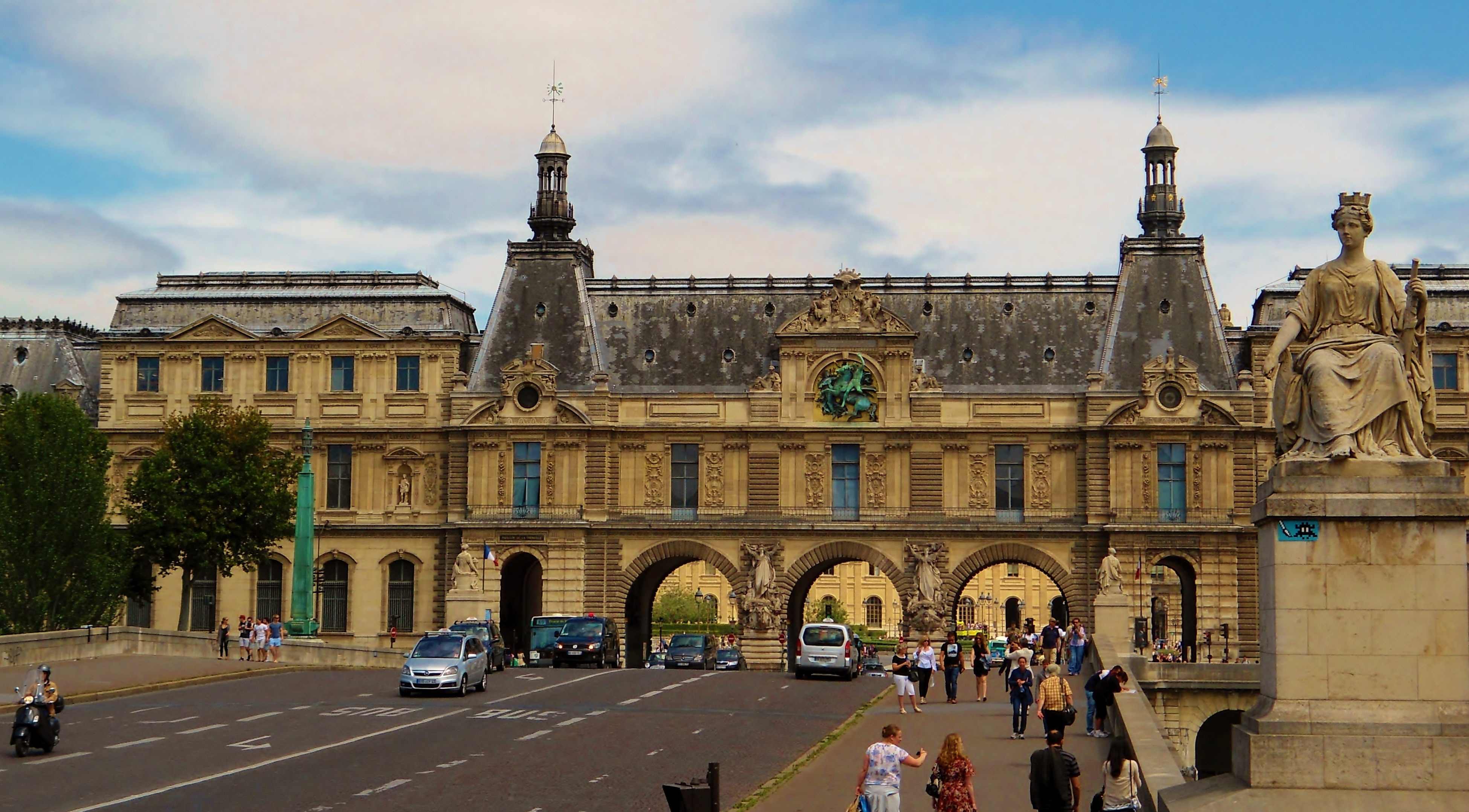
Южный фасад Гише-дю-Карузель (Билетных касс на площади Карузель). 1861. Париж
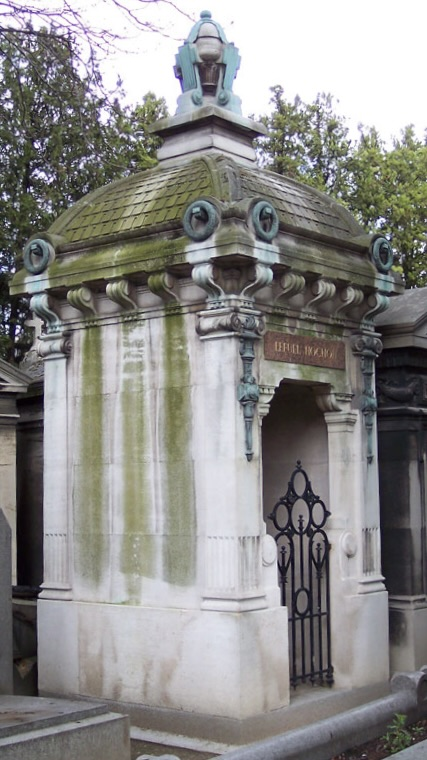
Памятник Э. М. Лефюэлю на кладбище Пасси, Париж